# Kutxan
Kutxan (persa: قوچان, també romanitzat com a Quchan, Qūchān, Quĉān, Quçan ,Gochan o Küčan; nom antic Khabushan o Khudjan) és el nom d'una vila i d'un districte (comtat) iranià al nord de la província de Razavi Khorasan. Està situat prop de la frontera, al sud de la ciutat turcmena d'Aşgabat, prop de l'Atrek i entre les muntanyes Kuh-i Hazar Masdjid al nord i Kuh-i Shah Djahan i Kuh-i Binalud al sud. La moderna ciutat està uns quants quilòmetres a l'est-sud-est de la ciutat medieval. El 2006 al cens oficial, la població era de 96.953 habitants i pel 2010 es calcula en 101.034. La població el 1986 era de 66.531 habitants, el 1991 de 74.919 habitants i el 1996 de 85.750 habitants. la població està repartida entre kurds, perses i turcmans.

## Història
La vila s'esmenta per primer cop com a Khabushan i no apareix fins al segle o inicis del XI. Ibn Hàwqal i altres l'anomenen Khudjan. Al-Samani diu que localment es pronunciava Khadjdjan. Fou la capital (kasaba) del districte rural (rustak) d'Ustuwa que depenia de Nixapur, nom que es va usar per a la comarca fins vers el 1300. En estar en la ruta principal de les províncies de la mar Càspia i Gurgan cap a Tus i Nixapur fou citada sovint pels geògrafs musulmans. El 1156 s'hi van trobar el xa de Coràsmia Atsiz ibn Muhammad ibn Anuixtigin i el karakhànida Mahmud Khan, quan aquest darrer havia convidat a l'altre al Khorasan per combatre els oghuz que havien capturat al sultà Sandjar; quan aquest va poder fugir, Atsiz el va anar a saludar a Nasa i va morir poc després a Khabushan el 30 de juliol de 1156 o 9 de maig de 1157. Va patir greument durant la conquesta mongola del Khorasan (primavera del 1221) quan el general Subotay hi va fer una massacre igual que a les ciutats de Isfarain i d'Adkan. Kabushan va restar 40 anys despoblada. El 1256 Alà-ad-Din Juwayní, que havia comprat a preu de saldo un barri de la ciutat, va convèncer a Hulagu de reconstruir-la i aquest ho va ordenar per un yarligh; el kan va pagar la restauració de cases i mercats i l’amir Sayf al-Din Aka va pagar la restauració de la gran mesquita i el cementiri. Rashid al-Din diu que va gaudir d'uns anys de prosperitat i que Ghazan, que era budista, hi va construir un temple d'aquesta religió pels membres de la cort mongola i funcionaris. A la ciutat hi va haver la important imamzada (tomba d'un sant) d'Ibrahim ibn Ali al-Rida, vuitè imam dels xiïtes.
A finals de 1406 Xah Rukh va nomenar governador de Tus, Kalat, Abiward, Kabuixan, Yazar, Sabzawar i Nixapur al seu fill el príncep Mughith al-Dawla Ulugh Beg, govern que va exercir poc temps. El 1414 Xah Rukh va concedir al príncep Ghiyath al-Din Baysonghor, igualment fill seu, el govern de les viles de Tus, Mashad, Abiward, Salmakan, Jermakan, Kabuixan, Nisa, Yazar, Astarabad, Xemasan, Kebudjamah, les fortaleses i dependències de Gurgan i tot el Mazanderan.
Sota els safàvides estava situada en la línia de defensa contra els uzbeks. Abbas I el Gran va instal·lar al nord del Khurasan a 15.000 famílies nòmades kurdes que van organitzar petits kanats kurds hereditaris i exempts d'impostos en compensació de les despeses dels cavallers armats. Quĉān estava en el territori dels kurds Zafaranlu el cap dels quals duia el títol d'ilkhani. Nàdir-Xah Afxar va instal·lar també poblacions a les zones frontereres (1736-1747) i al Khurasan del nord foren especialment importants. Els caps de Quĉān van estar sovint en revolta contra el govern persa i Nàdir-Xah Afxar va morir el 1747 quan intentava sotmetre la ciutat; un turó veí on hauria mort porta encara el nom de Nadir Tepe (Turó de Nadir). Sota el qajar Fat·h-Alí Xah Qajar (1797-1834), l'ilkhani Rida Kuli Khan es va revoltar però la revolta fou reprimida pel wali adh Abbas Mirza, que va arrasar les muralles de la ciutat i la va damnar de manera important. Això es va veure agreujat per terratrèmols el 1852, 1871, 1893 i 1895. Curzon, que hi va estar el 1889, diu que moltes cases estaven en runes i que la població era de menys de 12.000 persones. Al final del segle la frontera russa es va establir a la divisió natural de les muntanyes Kopet Dagh i Kuh-i Hazar Masdjid, i els turcmens, abans dedicats al pillatge, van quedar sotmesos a l'autoritat imperial russa. Els tres principats kurds del nord e Khurasan, Quĉān, Budjnurd i Darreh van perdre quasi tot el seu valor estratègic i militar.
Al segle xx la regió va esdevenir un centre de cultiu de blat (que aprovisiona en part a la resta del país). La ciutat fou declarada capital d'un xahrastan (comtat) de la província de Khorasan (després de la província de Razavi Khorasan quan el Khorasan es va dividir en tres províncies). El comtat tenia el 1950 uns 110.000 habitants.